# Иванов, Дмитрий Алексеевич (политик)
Дмитрий Алексеевич Иванов (1855—1920) — саратовский земский деятель, член III Государственной думы от Саратовской губернии.

## Биография
Происходил из потомственных дворян Саратовской губернии. Сын помещика Алексея Петровича Иванова (1811—?) и жены его Екатерины Антоновны Шомпулевой (1825—1912). Племянник В. А. Шомпулева. Землевладелец Аткарского уезда (125 десятин).
Окончил Катковский лицей (1874) и юридический факультет Московского университета со степенью кандидата прав.
Начиная с 1880-х годов, посвятил себя общественной службе по выборам в Саратовской губернии. Избирался гласным Саратовского уездного, затем Аткарского уездного, и Саратовского губернского земских собраний. Некоторое время был членом губернской управы. Кроме того, в разные годы состоял почетным блюстителем Саратовской женской гимназии, депутатом дворянства Саратовского уезда, почётным мировым судьёй Саратовского уезда, членом Саратовского уездного по крестьянским делам присутствия, а также членом учетно-ссудного комитета Саратовского отделения Государственного банка.
В 1907 году был избран членом III Государственной думы от Саратовской губернии. Входил во фракцию умеренно-правых, с 3-й сессии — в русскую национальную фракцию, с 5-й сессии — в группу независимых националистов П. Н. Крупенского. Состоял товарищем председателя бюджетной комиссии (с 3-й сессии), а также членом комиссий: по рыболовству, о неприкосновенности личности, по исполнению государственной росписи доходов и расходов.
По окончании полномочий III Государственной думы вернулся в Саратов, однако прежних должностей по земству не занимал. Умер в 1920 году от истощения. Был женат.